# Zamar
El Zamar o Azamar es un instrumento tradicional bereber de la región del Rif Oriental. Este instrumento se toca en todo el Rif Oriental, que se corresponde con las provincias de Driuch, Nador, Berkane y la mitad norte de las provincias de Guercif y Taza. También es tocado por los Msirdas (tribu unida a los Rifeños), en el otro lado de la frontera argelina.
Las principales tribus zenetes del Rif que usan el zamar son los Ikeraayen, los Ait Iznassen, los Ibdarsen, los Igzenayen, los Ait Touzine y los Ait Tensamán.

## Factura
El azamar es un clarinete doble con 12 agujeros, 2 veces 6 agujeros, que termina en grandes cuernos. Este instrumento está hecho a mano, se compone de una cabeza que consta de dos cañas simples, un cuerpo hecho de dos tubos de bambú, cada uno con 6 agujeros y dos pabellones hechos de cuernos de vaca cortados  (a veces solo un cuerno para ambas tuberías). El cuerpo y la cabeza están tradicionalmente unidos por cera de abejas.

## Tocar el instrumento
A diferencia del Tamja / gasba (otra flauta), el Azamar no es una flauta oblicua y, como tal, se toca colocando la flauta de frente y el intérprete infla los carrillos. Produce un zumbido bajo. Tocar el zamar supone practicar, y lleva años de experiencia dominar el instrumento correctamente. En el Rif, el Azamar se toca principalmente en bodas y fiestas. También puede acompañar los Izran,  cantos bereberes.

## Origen
La palabra azamar probablemente proviene de una raíz afroasiática zmr 
. Esta raíz dio la palabra Zmar,silbar en bereber, mizmar, flauta en árabe. El Azamar es originalmente un instrumento bereber tocado por personas de las tribus bereberes Zenata del Rif . Este instrumento está muy presente en la provincia de Nador, donde estuvo omnipresente en las bodas. Los Beni Snassen de Berkan también tocan el Zamar. Hoy un grupo de tribus de habla árabe de Angad y Triffa, así como los Ouled Settouts también lo tocan, aunque básicamente el folklore es de origen bereber.